# Pistacia
Pistacia är ett växtsläkte med tio arter i familjen sumakväxter. Arterna kommer ursprungligen från Kanarieöarna, nordvästra Afrika, södra Europa, centrala och östra Asien och södra Nordamerika (Mexiko och Texas, USA).
Pistacia-växterna är små träd och buskar som kan bli mellan 5 och 15 meter höga. Det finns både städsegröna och lövfällande arter.
Den viktigaste Pistacia-arten är pistasch, som odlas för sina ätbara frön. Även övriga arters frön är ätbara, men är för små för att vara intressanta som livsmedel. Mastixbusken ger en flytande harts som används för att tugga och också används i fernissa och vissa läkemedel. Terpentinträdet tappas på terpentin. Kinesisk pistasch används som prydnadsträd.